# Ивана Михић
Ивана Михић (Београд, 13. јануар 1970) српска је глумица, продуценткиња и списатељица.

## Биографија
Ивана Михић је одрасла на Бановом брду. Као мала бавила се ритмичком гимнастиком. На београдском такмичењу из ритмичке гимнастике освојила је седмо место. Затим је ритмичку гимнастику заменила балетом и музиком. Завршила је нижу балетску школу "Лујо Давичо" и нижу музичку школу "Ватрослав Лисински", одсек клавир. Глуму је уписала из првог пута, као прва на листи. На пријемном је изводила монолог драме свог оца, "Жута", а имитирала је своју мајку из представе "Виктор или деца на власти" и глумицу Тању Бошковић. Дипломирала је на Факултету драмских уметности у Београду, у класи професора Миленка Маричића и професора Бранислава Жаге Мићуновића, коју је прве две године водио професор Владимир Јевтовић. У класи са њом били су и: Дубравка Мијатовић, Тамара Вучковић, Драган Мићановић, Небојша Дугалић, Горан Шушљик, Жељко Митровић, Мирсад Тука.
Филмску каријеру започела је као деветогодишњакиња, улогом у филму Срећна породица, а наставила као тринаестогодишњакиња, улогом у филму Варљиво лето '68. Позоришну каријеру започела је главним улогама у представама "Неки то воле вруће" (Позориште на Теразијама) и "Сирано од Бержерака" (Народно позориште у Београду). Снимила је за ПГП РТС ЦД и касету са музиком из представе "Тринидад", и гостовала као извођач на ЦД-у Тине Миливојевић "Успаванке за бебе и малу децу". 1996. године, Ивана је основала своју филмску продуцентску кућу "ХОРИЗОНТ", а као продуцент и извршни продуцент потписује следеће филмове: Купи ми Елиота, Механизам, Она воли Звезду, Сироти мали хрчки 2010, као и ТВ серију Кућа среће.
Са филмовима продуцентске куће "ХОРИЗОНТ" учествовала је у преко педесет интернационалним филмским фестивалима. За продукцију својих филмова више пута је награђивана домаћим и страним признањима. Добитник је и филмске интернационалне награде за најбољу глумицу на Међународном филмском фестивалу у Александрији за улогу у филму Механизам. За исту улогу награђена је "Оскаром популарности", 2000. године, као најпопуларнија глумица по избору публике, и низом других признања. Била је члан жирија Међународног филмског фестивала у Лечу. Четири године је била председник "Скупштина Асоцијације" филмских продуцената у Србији. Ангажована је у низу хуманитарних акција под називом "Извор светлости".
Ивана се бави и писањем. До сада је написала и објавила четири књиге: "Мој друг, исподкреветни Мрак" (у сарадњи са Вером Чукић), "Мој једини живот", "Лед" и "Headhunters". Од децембра 2008. године пише колумне за дневне новине "Политика", у рубрици "Погледи са стране".
Кћерка је сценаристе Гордана Михића и глумице Вере Чукић.
Данас живи у Гроцкој и више се не бави глумом.

## Улоге
| Год.       | Назив                                | Улога                    |
| ---------- | ------------------------------------ | ------------------------ |
| 1970.-те   |                                      |                          |
| 1978.      | Образ уз образ: Новогодишњи специјал | Ивана                    |
| 1979.      | Срећна породица                      | старија кћерка           |
| 1979.      | Срећна породица (ТВ серија)          | старија кћерка           |
| 1980.-те   |                                      |                          |
| 1984.      | Варљиво лето '68                     | Владица Цветковић        |
| 1984.      | Варљиво лето ’68 (ТВ серија)         | Владица Цветковић        |
| 1987.      | Октоберфест                          |                          |
| 1988.      | Роман о Лондону (серија)             | Мис Мун                  |
| 1990.-те   |                                      |                          |
| 1991.      | Сарајевске приче                     | Ђана Рађеновић           |
| 1991.      | Најтоплији дан у години              | Зоранова девојка         |
| 1993.      | Нападач                              | Јелена                   |
| 1993–1994. | Срећни људи                          | Катарина Кети Бабовић    |
| 1995.      | Тераса на крову                      | Анђа Мишковић            |
| 1995–1996. | Срећни људи 2                        | Катарина Кети Бабовић    |
| 1996–1997. | Горе доле                            | Кристина Кики Јакшић     |
| 1998.      | Купи ми Елиота                       | Ћора/Ники                |
| 2000.-те   |                                      |                          |
| 2000.      | Механизам                            | Снежана                  |
| 2003.      | Кућа среће                           |                          |
| 2005.      | Либеро                               | плавуша                  |
| 2005.      | Ивкова слава                         | француска снајка         |
| 2006.      | Условна слобода                      | Марта                    |
| 2010.-те   |                                      |                          |
| 2010.      | Приђи ближе                          | Љубица Протић            |
| 2010.      | Ма није он такав                     | Марина                   |
| 2008–2011. | Мој рођак са села                    | Дивна Мајсторовић Вранић |
| 2012–2017  | Војна академија (ТВ серија)          | Емилија Стошић           |